# Antalieptė
Antalieptė (ryska: Анталепте) är en ort i Litauen. Den ligger i den östra delen av landet, 110 km norr om huvudstaden Vilnius. Antalieptė ligger 109 meter över havet och antalet invånare är 359.
Terrängen runt Antalieptė är huvudsakligen platt. Antalieptė ligger nere i en dal. Runt Antalieptė är det glesbefolkat, med 17 invånare per kvadratkilometer. Närmaste större samhälle är Užpaliai, 16,8 km väster om Antalieptė. Omgivningarna runt Antalieptė är en mosaik av jordbruksmark och naturlig växtlighet.